# لال شهروني كي محمد خان (زيلايي)
لال شهروني کي محمد خان (بالفارسية: لال شهرونی کی محمدخان) هي قرية تقع في إيران في قسم زیلایی الريفي.